# Giải vô địch bóng đá châu Âu 2012 (Bảng C)

Dưới đây là thông tin chi tiết về các trận đấu trong khuôn khổ bảng C - Giải vô địch bóng đá châu Âu 2012, là một trong bốn bảng đấu thuộc Euro 2012. Bảng C bắt đầu thi đấu từ ngày 10 tháng 6 năm 2012, và kết thúc vào ngày 18 tháng 6 năm 2012. Bảng đấu bao gồm các đội: Tây Ban Nha, Ý, Cộng hòa Ireland và Croatia. Kết thúc vòng bảng, Tây Ban Nha và Ý lọt vào vòng tứ kết, trong khi Croatia và Cộng hòa Ireland bị loại khỏi giải đấu. Cộng hòa Ireland đã cân bằng thành tích kém nhất trong lịch sử giải vô địch bóng đá châu Âu khi kết thúc ở vị trí cuối bảng với 3 trận toàn thua và 9 lần lọt lưới. Cả Tây Ban Nha và Ý đều vượt qua vòng tứ kết và bán kết để chạm trán nhau lần thứ 2 trong trận chung kết.
| Đội              | Số trận | Thắng | Hoà | Thua | Bàn thắng | Bàn thua | Hiệu số | Điểm |
| ---------------- | ------- | ----- | --- | ---- | --------- | -------- | ------- | ---- |
| Tây Ban Nha      | 3       | 2     | 1   | 0    | 6         | 1        | +5      | 7    |
| Ý                | 3       | 1     | 2   | 0    | 4         | 2        | +2      | 5    |
| Croatia          | 3       | 1     | 1   | 1    | 4         | 3        | +1      | 4    |
| Cộng hòa Ireland | 3       | 0     | 0   | 3    | 1         | 9        | −8      | 0    |

Giờ thi đấu tính theo giờ địa phương (UTC +2)

## Tây Ban Nha vs Ý
| Tây Ban Nha  | 1-1      | Ý             |
| ------------ | -------- | ------------- |
| Fàbregas 64' | Chi tiết | Di Natale 61' |

| Tây Ban Nha | Ý |

| GK                      | 1  | Iker Casillas (c) |     |     |
| RB                      | 17 | Álvaro Arbeloa    | 84' |     |
| CB                      | 3  | Gerard Piqué      |     |     |
| CB                      | 15 | Sergio Ramos      |     |     |
| LB                      | 18 | Jordi Alba        | 66' |     |
| RM                      | 8  | Xavi              |     |     |
| CM                      | 16 | Sergio Busquets   |     |     |
| LM                      | 14 | Xabi Alonso       |     |     |
| RF                      | 21 | David Silva       |     | 64' |
| CF                      | 10 | Cesc Fàbregas     |     | 74' |
| LF                      | 6  | Andrés Iniesta    |     |     |
| Vào thay người:         |    |                   |     |     |
| MF                      | 22 | Jesús Navas       |     | 64' |
| FW                      | 9  | Fernando Torres   | 84' | 74' |
| Huấn luyện viên trưởng: |    |                   |     |     |
| Vicente del Bosque      |    |                   |     |     |

| GK                      | 1  | Gianluigi Buffon (c) |     |     |
| RB                      | 3  | Giorgio Chiellini    | 79' |     |
| CB                      | 16 | Daniele De Rossi     |     |     |
| LB                      | 19 | Leonardo Bonucci     | 66' |     |
| RM                      | 13 | Emanuele Giaccherini |     |     |
| CM                      | 8  | Claudio Marchisio    |     |     |
| CM                      | 21 | Andrea Pirlo         |     |     |
| CM                      | 5  | Thiago Motta         |     | 90' |
| LM                      | 2  | Christian Maggio     | 89' |     |
| CF                      | 10 | Antonio Cassano      |     | 65' |
| CF                      | 9  | Mario Balotelli      | 37' | 56' |
| Vào thay người:         |    |                      |     |     |
| FW                      | 11 | Antonio Di Natale    |     | 56' |
| FW                      | 20 | Sebastian Giovinco   |     | 65' |
| MF                      | 23 | Antonio Nocerino     |     | 90' |
| Huấn luyện viên trưởng: |    |                      |     |     |
| Cesare Prandelli        |    |                      |     |     |

| Cầu thủ xuất sắc nhất trận: Andrés Iniesta (Tây Ban Nha) Trợ lý trọng tài: Gábor Erős (Hungary) György Ring (Hungary) Trọng tài bàn: William Collum (Scotland) Các trọng tài phụ (khu vực cấm địa): István Vad (Hungary) Tamás Bognár (Hungary) |

## Cộng hòa Ireland vs Croatia
| Cộng hòa Ireland | 1-3      | Croatia                         |
| ---------------- | -------- | ------------------------------- |
| St Ledger 19'    | Chi tiết | Mandžukić 3', 49' · Jelavić 43' |

| Cộng hòa Ireland | Croatia |

| GK                      | 1  | Shay Given       |       |     |
| RB                      | 4  | John O'Shea      |       |     |
| CB                      | 2  | Sean St Ledger   |       |     |
| CB                      | 5  | Richard Dunne    |       |     |
| LB                      | 3  | Stephen Ward     |       |     |
| CM                      | 6  | Glenn Whelan     |       |     |
| CM                      | 8  | Keith Andrews    | 45+1' |     |
| RW                      | 7  | Aiden McGeady    |       | 54' |
| LW                      | 11 | Damien Duff      |       |     |
| CF                      | 9  | Kevin Doyle      |       | 53' |
| CF                      | 10 | Robbie Keane (c) |       | 75' |
| Vào thay người:         |    |                  |       |     |
| FW                      | 14 | Jonathan Walters |       | 53' |
| FW                      | 20 | Simon Cox        |       | 54' |
| FW                      | 19 | Shane Long       |       | 75' |
| Huấn luyện viên trưởng: |    |                  |       |     |
| Giovanni Trapattoni     |    |                  |       |     |

| GK                      | 1  | Stipe Pletikosa     |     |       |
| RB                      | 11 | Darijo Srna (c)     |     |       |
| CB                      | 5  | Vedran Ćorluka      |     |       |
| CB                      | 13 | Gordon Schildenfeld |     |       |
| LB                      | 2  | Ivan Strinić        |     |       |
| DM                      | 8  | Ognjen Vukojević    |     |       |
| RW                      | 7  | Ivan Rakitić        |     | 90+2' |
| AM                      | 10 | Luka Modrić         | 53' |       |
| LW                      | 20 | Ivan Perišić        |     | 89'   |
| CF                      | 17 | Mario Mandžukić     |     |       |
| CF                      | 9  | Nikica Jelavić      |     | 72'   |
| Vào thay người:         |    |                     |     |       |
| MF                      | 19 | Niko Kranjčar       | 84' | 72'   |
| FW                      | 22 | Eduardo             |     | 89'   |
| MF                      | 16 | Tomislav Dujmović   |     | 90+2' |
| Huấn luyện viên trưởng: |    |                     |     |       |
| Slaven Bilić            |    |                     |     |       |

| Cầu thủ xuất sắc nhất trận: Mario Mandžukić (Croatia) Trợ lý trọng tài: Sander van Roekel (Hà Lan) Erwin Zeinstra (Hà Lan) Trọng tài bàn: Viktor Shvetsov (Ukraina) Các trọng tài phụ (khu vực cấm địa): Pol van Boekel (Hà Lan) Richard Liesveld (Hà Lan) |

## Ý vs Croatia
| Ý         | 1-1      | Croatia       |
| --------- | -------- | ------------- |
| Pirlo 39' | Chi tiết | Mandžukić 72' |

| Ý | Croatia |

| GK                      | 1  | Gianluigi Buffon (c) |     |     |
| RB                      | 19 | Leonardo Bonucci     |     |     |
| CB                      | 16 | Daniele De Rossi     |     |     |
| LB                      | 3  | Giorgio Chiellini    |     |     |
| DM                      | 21 | Andrea Pirlo         |     |     |
| CM                      | 8  | Claudio Marchisio    |     |     |
| CM                      | 5  | Thiago Motta         | 57' | 62' |
| RW                      | 2  | Christian Maggio     |     |     |
| LW                      | 13 | Emanuele Giaccherini |     |     |
| CF                      | 9  | Mario Balotelli      |     | 69' |
| CF                      | 10 | Antonio Cassano      |     | 83' |
| Vào thay người:         |    |                      |     |     |
| MF                      | 18 | Riccardo Montolivo   | 80' | 62' |
| FW                      | 11 | Antonio Di Natale    |     | 69' |
| FW                      | 20 | Sebastian Giovinco   |     | 83' |
| Huấn luyện viên trưởng: |    |                      |     |     |
| Cesare Prandelli        |    |                      |     |     |

| GK                      | 1  | Stipe Pletikosa      |     |       |
| RB                      | 11 | Darijo Srna (c)      |     |       |
| CB                      | 5  | Vedran Ćorluka       |     |       |
| CB                      | 13 | Gordon Schildenfeld0 | 86' |       |
| LB                      | 2  | Ivan Strinić         |     |       |
| CM                      | 8  | Ognjen Vukojević     |     |       |
| CM                      | 10 | Luka Modrić          |     |       |
| RW                      | 7  | Ivan Rakitić         |     |       |
| LW                      | 20 | Ivan Perišić         |     | 68'   |
| CF                      | 9  | Nikica Jelavić       |     | 83'   |
| CF                      | 17 | Mario Mandžukić      |     | 90+4' |
| Vào thay người:         |    |                      |     |       |
| MF                      | 6  | Danijel Pranjić      |     | 68'   |
| MF                      | 22 | Eduardo              |     | 83'   |
| MF                      | 19 | Niko Kranjčar        |     | 90+4' |
| Huấn luyện viên trưởng: |    |                      |     |       |
| Slaven Bilić            |    |                      |     |       |

| Cầu thủ xuất sắc nhất trận: Andrea Pirlo (Ý) Trợ lý trọng tài: Michael Mullarkey (Anh) Peter Kirkup (Anh) Trọng tài bàn: Pavel Královec (Cộng hòa Séc) Các trọng tài phụ (khu vực cấm địa): Martin Atkinson (Anh) Mark Clattenburg (Anh) |

## Tây Ban Nha vs Cộng hòa Ireland
| Tây Ban Nha                               | 4-0      | Cộng hòa Ireland |
| ----------------------------------------- | -------- | ---------------- |
| Torres 4', 70' · Silva 49' · Fàbregas 83' | Chi tiết |                  |

| Tây Ban Nha | Cộng hòa Ireland |

| GK                      | 1  | Iker Casillas (c) |     |     |
| RB                      | 17 | Álvaro Arbeloa    |     |     |
| CB                      | 3  | Gerard Piqué      |     |     |
| CB                      | 15 | Sergio Ramos      |     |     |
| LB                      | 18 | Jordi Alba        |     |     |
| RM                      | 8  | Xavi              |     |     |
| CM                      | 16 | Sergio Busquets   |     |     |
| LM                      | 14 | Xabi Alonso       | 54' | 65' |
| RF                      | 21 | David Silva       |     |     |
| CF                      | 9  | Fernando Torres   |     | 74' |
| LF                      | 6  | Andrés Iniesta    |     | 80' |
| Vào thay người:         |    |                   |     |     |
| DF                      | 4  | Javi Martínez     | 76' | 65' |
| MF                      | 10 | Cesc Fàbregas     |     | 74' |
| MF                      | 20 | Santi Cazorla     |     | 80' |
| Huấn luyện viên trưởng: |    |                   |     |     |
| Vicente del Bosque      |    |                   |     |     |

| GK                      | 1  | Shay Given        |       |     |
| RB                      | 4  | John O'Shea       |       |     |
| CB                      | 2  | Sean St Ledger    | 84'   |     |
| CB                      | 5  | Richard Dunne     |       |     |
| LB                      | 3  | Stephen Ward      |       |     |
| RM                      | 11 | Damien Duff       |       | 76' |
| CM                      | 8  | Keith Andrews     |       |     |
| CM                      | 6  | Glenn Whelan      | 45+1' | 80' |
| LM                      | 7  | Aiden McGeady     |       |     |
| CF                      | 20 | Simon Cox         |       | 46' |
| CF                      | 10 | Robbie Keane (c)0 | 36'   |     |
| Vào thay người:         |    |                   |       |     |
| FW                      | 14 | Jonathan Walters  |       | 46' |
| MF                      | 22 | James McClean     |       | 76' |
| MF                      | 21 | Paul Green        |       | 80' |
| Huấn luyện viên trưởng: |    |                   |       |     |
| Giovanni Trapattoni     |    |                   |       |     |

| Cầu thủ xuất sắc nhất trận: Fernando Torres (Tây Ban Nha) Trợ lý trọng tài: Bertino Miranda (Bồ Đào Nha) Ricardo Santos (Bồ Đào Nha) Trọng tài bàn: Marcin Borski (Ba Lan) Các trọng tài phụ (khu vực cấm địa): Manuel De Sousa (Bồ Đào Nha) Duarte Gomes (Bồ Đào Nha) |

## Croatia vs Tây Ban Nha
| Croatia | 0-1      | Tây Ban Nha |
| ------- | -------- | ----------- |
|         | Chi tiết | Navas 88'   |

| Croatia | Tây Ban Nha |

| GK                      | 1  | Stipe Pletikosa     |       |     |
| RB                      | 21 | Domagoj Vida        |       | 66' |
| CB                      | 5  | Vedran Ćorluka      | 27'   |     |
| CB                      | 13 | Gordon Schildenfeld |       |     |
| LB                      | 2  | Ivan Strinić        | 53'   |     |
| CM                      | 8  | Ognjen Vukojević    |       | 81' |
| CM                      | 7  | Ivan Rakitić        | 90+3' |     |
| RW                      | 11 | Darijo Srna (c)     | 44'   |     |
| AM                      | 10 | Luka Modrić         |       |     |
| LW                      | 6  | Danijel Pranjić     |       | 66' |
| CF                      | 17 | Mario Mandžukić     | 90'   |     |
| Vào thay người:         |    |                     |       |     |
| MF                      | 20 | Ivan Perišić        |       | 66' |
| FW                      | 9  | Nikica Jelavić      | 90+1' | 66' |
| FW                      | 22 | Eduardo             |       | 81' |
| Huấn luyện viên trưởng: |    |                     |       |     |
| Slaven Bilić            |    |                     |       |     |

| GK                      | 1  | Iker Casillas (c) |  |     |
| RB                      | 17 | Álvaro Arbeloa    |  |     |
| CB                      | 3  | Gerard Piqué      |  |     |
| CB                      | 15 | Sergio Ramos      |  |     |
| LB                      | 18 | Jordi Alba        |  |     |
| RM                      | 8  | Xavi              |  | 89' |
| CM                      | 16 | Sergio Busquets   |  |     |
| LM                      | 14 | Xabi Alonso       |  |     |
| RF                      | 21 | David Silva       |  | 73' |
| CF                      | 9  | Fernando Torres0  |  | 61' |
| LF                      | 6  | Andrés Iniesta    |  |     |
| Vào thay người:         |    |                   |  |     |
| MF                      | 22 | Jesús Navas       |  | 61' |
| MF                      | 10 | Cesc Fàbregas     |  | 73' |
| FW                      | 11 | Álvaro Negredo    |  | 89' |
| Huấn luyện viên trưởng: |    |                   |  |     |
| Vicente del Bosque      |    |                   |  |     |

| Cầu thủ xuất sắc nhất trận: Andrés Iniesta (Tây Ban Nha) Trợ lý trọng tài: Jan-Hendrik Salver (Đức) Mike Pickel (Đức) Trọng tài bàn: Richard Liesveld (Hà Lan) Các trọng tài phụ (khu vực cấm địa): Florian Meyer (Đức) Deniz Aytekin (Đức) |

## Ý vs Cộng hòa Ireland
| Ý                           | 2-0      | Cộng hòa Ireland |
| --------------------------- | -------- | ---------------- |
| Cassano 35' · Balotelli 90' | Chi tiết |                  |

| Ý | Cộng hòa Ireland |

| GK                      | 1  | Gianluigi Buffon (c) | 73' |     |
| RB                      | 7  | Ignazio Abate        |     |     |
| CB                      | 15 | Andrea Barzagli      |     |     |
| CB                      | 3  | Giorgio Chiellini    |     | 57' |
| LB                      | 6  | Federico Balzaretti  | 28' |     |
| DM                      | 21 | Andrea Pirlo         |     |     |
| RM                      | 8  | Claudio Marchisio    |     |     |
| CM                      | 5  | Thiago Motta         |     |     |
| LM                      | 16 | Daniele De Rossi     | 71' |     |
| CF                      | 11 | Antonio Di Natale    |     | 74' |
| CF                      | 10 | Antonio Cassano      |     | 63' |
| Vào thay người:         |    |                      |     |     |
| DF                      | 19 | Leonardo Bonucci     |     | 57' |
| MF                      | 22 | Alessandro Diamanti  |     | 63' |
| FW                      | 9  | Mario Balotelli      |     | 74' |
| Huấn luyện viên trưởng: |    |                      |     |     |
| Cesare Prandelli        |    |                      |     |     |

| GK                      | 1  | Shay Given       |         |     |
| RB                      | 4  | John O'Shea      | 39'     |     |
| CB                      | 5  | Richard Dunne    |         |     |
| CB                      | 2  | Sean St Ledger   | 84'     |     |
| LB                      | 3  | Stephen Ward     |         |     |
| RM                      | 7  | Aiden McGeady    |         | 65' |
| CM                      | 6  | Glenn Whelan     |         |     |
| CM                      | 8  | Keith Andrews    | 37' 89' |     |
| LM                      | 11 | Damien Duff (c)  |         |     |
| CF                      | 10 | Robbie Keane     |         |     |
| CF                      | 9  | Kevin Doyle      |         | 76' |
| Vào thay người:         |    |                  |         |     |
| FW                      | 19 | Shane Long       |         | 65' |
| FW                      | 14 | Jonathan Walters |         | 76' |
| Huấn luyện viên trưởng: |    |                  |         |     |
| Giovanni Trapattoni     |    |                  |         |     |

| Cầu thủ xuất sắc nhất trận: Antonio Cassano (Ý) Trợ lý trọng tài: Bahattin Duran (Thổ Nhĩ Kỳ) Tarık Ongun (Thổ Nhĩ Kỳ) Trọng tài bàn: Viktor Shvetsov (Ukraina) Các trọng tài phụ (khu vực cấm địa): Hüseyin Göçek (Thổ Nhĩ Kỳ) Bülent Yıldırım (Thổ Nhĩ Kỳ) |